# SC Geislingen
Maillots
Dernière mise à jour : 11 avril 2011.
Le SC Geislingen est un club sportif allemand localisé à Geislingen dans le Bade-Wurtemberg.

## Histoire (football)
Le club fut fondé le 1er juin 1900. Il porta le nom de SC Geislingen jusqu’en 1920 puis fut renommé Fussball Verein Geislingen ou FV Geislingen.
En 1945, le club fut dissous par les Alliés, comme tous les clubs et associations allemands (voir Directive n°23). Il fut rapidement reconstitué.
En 1952, le SC Geislingen monta en 1. Amateurliga Württemberg, une ligue alors située au 3e rang de la hiérarchie.
En 1959 et en 1960, le club fut champion et participa au tour final pour la montée en 2. Oberliga Süd, mais il échoua à chaque fois.
Le cercle fut relégué au niveau 4 en 1974. Il remonta au 3e niveau en 1977. En 1978 en football, fut créée l’Oberliga Baden-Württemberg. Lors des saisons suivantes, le SC Geislingen évolua soit en Verbandsliga Württemberg (niveau 4) , soit en Landesliga Württemberg (niveau 5).
En 1984, le cercle remonta au 3e niveau, dans une ligue appelée Oberliga Baden-Württemberg. La même année, le club remporta la WFV-Pokal (Coupe du Wurttemberg) (2-1) devant le TSV Ofterdingen. Cela lui permit de se qualifier pour la DFB-Pokal 1984-1985. Il y réalisa un des plus gros exploits de l’Histoire de l’épreuve en éliminant le Hamburger SV (2-0). Le club hanséatique avec ses vedettes Uli Stein, Felix Magath, Thomas von Heesen ou encore Manfred Kaltz était vice-champion d’Allemagne en titre ! Au 2e tour, le SC Geislingen poursuivit sur sa lancée en barrant la route des Offenbacher FC Kickers (4-2). Il s’inclina ensuite avec les honneurs, en huitièmes de finale, contre le FC Bayer 05 Uerdingen, à l’époque club de Bundesliga (2-0). Jakob Baumann, l’entraîneur de cette surprenant équipe, n’avait aucun diplôme d’entraîneur et pratiquait uniquement lors de ses loisirs !
Le SC Geislingen redescendit en Verbandsliga Württemberg en 1986, mais remonta l’année suivante. Il resta au 3e étage de la pyramide du football allemand jusqu’au terme de la saison 1990-1991.
Remonté en 1992, le cercle termina 13e en 1994 et resta en Oberliga Baden-Württemberg alors que la ligue reculait au 4e niveau, à la suite de l’instauration des  Regionalligen au 3e étage.
Après une troisième place en 1995, le SC Geislingen fut relégué la saison suivante. Par la suite, le club descendit en Landesliga en 1998. Trois ans plus tard, il recula en Bezirksliga Neckar/Fils (à l’époque au niveau 7).
Le club remonta en Landelisga en 2003, et loupa de peu la montée en Verbandsliga la saison suivante. Il redescendit après trois saisons.
En 2010-2011, le SC Geislingen évolue en Bezirksliga Neckar/Fils, soit le 8e niveau de la hiérarchie de la DFB.

## Palmarès
- Champion de la 1. Amateurliga Württember (III): 1959, 1960.
- Champion de la Verbandsliga Württemberg (III): 1987.
- Vice-champion de la Verbandsliga Württemberg (III): 1984, 1992.
- Champion de la 2. Amateurliga Württemberg (IV): 1952, 1977.
- Champion de la Landesliga Württemberg (IV): 1983.
- Vice-champion de la Landesliga Württemberg (VI): 2004.
- Champion de la Bezirksliga Neckar/Fils (VII): 2003.
- Vice-champion de la Bezirksliga Neckar/Fils (VII): 2007.
- Vainqueur de la Württembergischer Pokal: 1984, 1989.